# Fuenlabrada
Fuenlabrada est une commune espagnole de la communauté de Madrid, située à 20 km au sud de Madrid. Elle est la 4e ville la plus peuplée de la région et la 32e au niveau national.
La ville compte environ 195 133 habitants.

## Sport
Le club de basket-ball de la ville, le Baloncesto Fuenlabrada, évolue en première division. 
Le CF Fuenlabrada défend les couleurs de la ville en Championnat d'Espagne de football D2.

### Arrivées duTour d'Espagne
- 1999 :  Marcel Wüst
- 1998 :  Alex Zülle (clm)

## Villes jumelées
- San Juan del Río Coco (Nicaragua) depuis 1988
- Joal-Fadiouth (Sénégal) depuis 1999

## Personnalités
- José-Pedro Prados Martín dit El Fundi (1966-), matador.
- Fernando Torres (1984-), footballeur.
- Joaquín Céspedes (1984-), boxeur.